# Loftus (Australia)

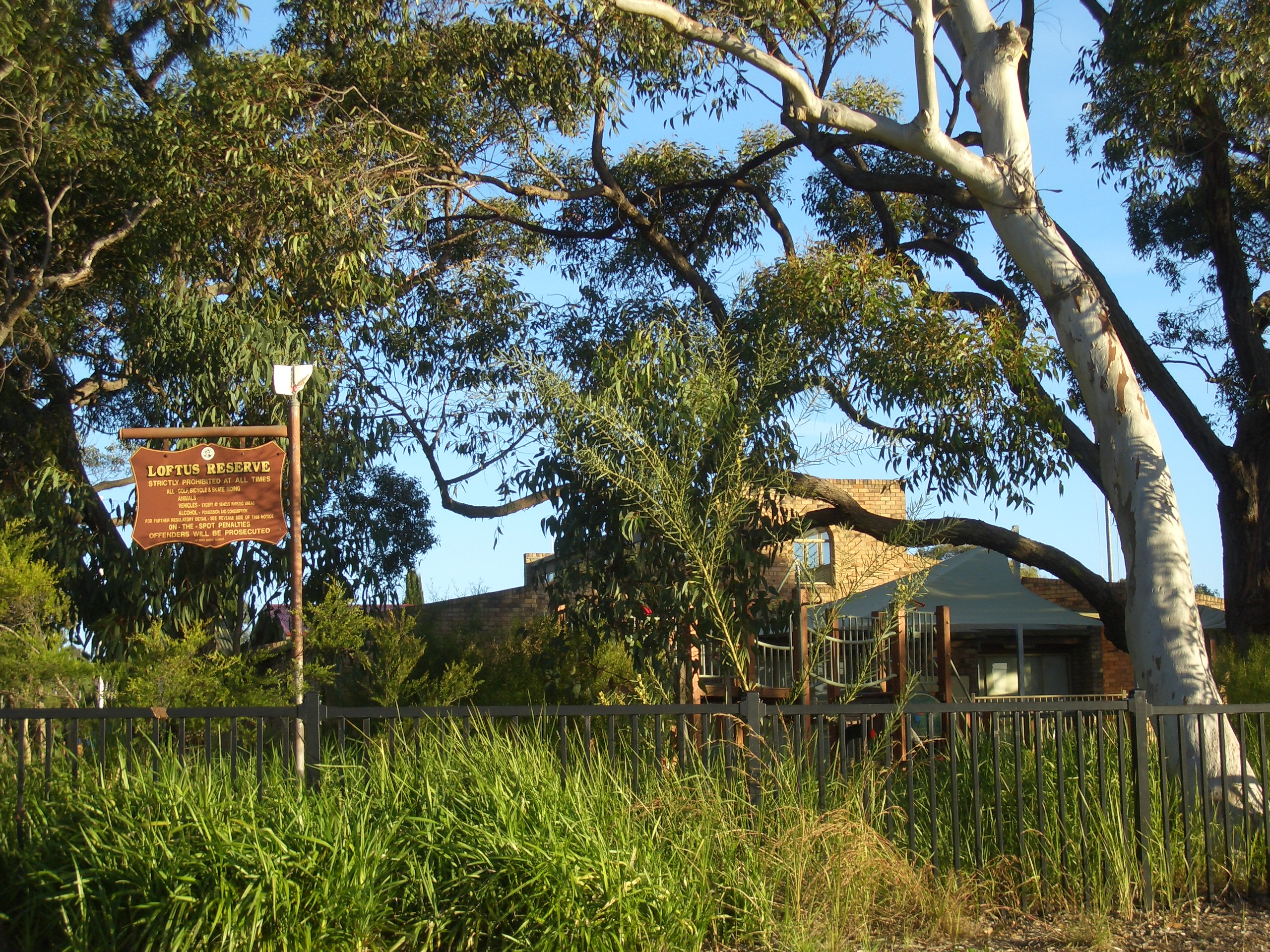
El parque de Loftus.

Loftus es un suburbio de Sídney, Australia situado en la comuna de Sutherland. Está situado a 29 km al sur del Centro de Sídney en el South Coast. Es un suburbio de 5400 habitantes.
- Datos: Q3070419
- Multimedia: Loftus, New South Wales / Q3070419